# Солни пазар
Солни пазар (Борсата) е бивше тържище (с пазар на дребно) и едноименен площад в центъра на София.
Намира се при пресечките на улиците „Цар Самуил“ и „Позитано“, близо до днешния площад „Македония“. Под мястото тече подземна река.
Солта като преобладаваща стока е дала името на пазара. Смята се, че той е съществувал още през римско време, когато се практикувало заплащането на римските легионери да е в пръчици сол. При пазаруване се отчупвало късче, което претегляли на везни, и се заплащало с него. Пазарът съществува и през османско време, когато на него предлагали не само сол, но и изобилие от подправки. Според Владимир Свинтила на Солни пазар било и едно от най-известните тържища на стари ръкописи в Османската империя, на което се намирали арабски, еврейски, персийски, дори коптски евангелия. Ръкописите пристигали по контрабандни канали чак до 1948 г. В първите години след установяването на комунистическата власт, след национализацията в Румъния, тук се появява дори част от библиотеката на Георги Раковски.
На пазара се търгуват и зеленчуци. След 1942 г. зеленчуковата търговия е пренесена в новопостроените складове на булевардите „Христо Ботев“ и „Сливница“.
Около пазара е имало много дюкяни, магазини и нискоетажни сгради.
В София е имало и други специализирани пазари:
- Медни пазар,
- Житни пазар – на днешната ул. „Софроний“,
- Говежди пазар („Чукуро“ – високо място),
- Конски пазар – на ул. „Гургулят“.

В част от района по-късно е построен Софийският цирк, изгорял през 1983 г. Разчистеното след пожара място отново е наричано Солни пазар, вече като площад. Днес районът на площада е частично застроен, а останалата част е превърната в наземен паркинг.